# عبدالرحیم محمود
عبدالرحیم محمود (۱۹۱۳ – ۱۳ ژوئیه ۱۹۴۸) شاعر و نظامی فلسطینی بود. پس از فارغ‌التحصیلی مدتی به عنوان افسر پلیس در ناصره مشغول شد. تا سال ۱۹۳۶ به عنوان معلم در مدرسه النجاج نابلس کار کرد. در انقلاب ۱۹۳۶–۱۹۳۹ فعال بود، بنابراین مقامات بریتانیایی او را تعقیب کردند تا اینکه به عراق رفت و به دانشکدهٔ نظامی بغداد پیوست. در بصره به عنوان معلم منصوب شد. او در انقلاب رشید علی الکیلانی در سال ۱۹۴۱ شرکت کرد و سپس به کشورش بازگشت. در مدرسه النجاح تدریس کرد. او با درجهٔ ستوانی وارد ارتش نجات شد و در نبردهایی از جمله جنگ ۱۹۴۸ شرکت کرد. او به عنوان شاعری میهن‌دوست از دههٔ ۱۹۳۰ شهرت یافت و از آنجا که در نبردی بین فلسطینی‌ها و اسرائیل در سن ۳۵ سالگی کشته شد، به «شاعر شهید» لقب گرفت و یکی از برجسته‌ترین شاعران جوان فلسطینی شمرده می‌شود.

## زندگی و پیشه
او در سال ۱۹۱۳ در روستای عنبتا در ناحیهٔ طولکرم، سنجق نابلس، ولایت بیروت، امپراتوری عثمانی به دنیا آمد. پدرش محمود عبدالحلیم العنبطاوی شاعر و فقیه بود که از الازهر فارغ‌التحصیل شد و یکی از شیوخ مکتب حنبلی بود. مجلس پدرش، نخستین مکتبی بود که عبدالرحیم به آموزش پرداخت و در آن علوم دینی و ادبی را فرا گرفت.تحصیلات خود را از دبستان در عنبتا آغاز کرد و در مدرسهٔ راهنمایی طولکرم ادامه داد و سپس برای تحصیل در مدرسهٔ ملی النجاح به نابلس رفت که در آن، ابراهیم طوقان شاعر، معلم بود. او در دروس زبان عربی، دین و تاریخ ممتاز شد. همچین فوتبالیست ماهری هم بود.
پس از فارغ‌التحصیلی در اول فوریه ۱۹۳۳ به مدت شش ماه به مدرسهٔ پلیس شهر بیت لحم پیوست و به مدت سه ماه در پلیس شهر ناصره مشغول به کار شد. تا اینکه روزی از او خواسته شود که یک میهن‌گرا را دستگیر کند، او نپذیرفت و استعفا داد. عبدالرحیم محمود به نابلس بازگشت و به عنوان معلم زبان و ادبیات عربی در مدرسهٔ ملی النجاح مشغول به کار شد.
شعر عبدالرحیم محمود در دوران جوانی او شکوفا شد، همراه با حس میهن‌دوستی و مخالفت با صهیونیسم. در تابستان ۱۹۳۵، شاهزاده سعود بن عبدالعزیز از فلسطین دیدن کرد و از شهر عنبتا عبور کرد. عبدالرحیم محمود در خوشامدگویی شعری خواند، از جمله این بیت او که معروف شد: «آیا برای زیارت مسجد الاقصی آمده‌اید/ یا پیش از باختن آن برای خداحافظی‌اش آمده‌اید؟» (به عربی: المسجد الأقصى أجئت تزوره/أم جئت من قبل الضياع تودعه).
وی در سال ۱۹۳۶ به سیاست پیوست. پس از وقوع اعتصاب عمومی و انقلاب در آن سال، عبدالرحیم محمود در سال ۱۹۳۷ به رهبری عبدالرحیم الحاج محمد به صفوف انقلابیون پیوست. هنگامی که مقامات قیمومیت بریتانیا او را تعقیب کردند، به دمشق پناهنده شد، سپس به بغداد رفت و در سال ۱۹۳۹–۱۹۴۰ به دانشکدهٔ نظامی عراق پیوست، جایی که با درجهٔ ستوانی فارغ‌التحصیل شد. در آنجا با عبدالقادر الحسینی آشنا گشت. عبدالرحیم محمود به عنوان معلم و مدیر مدرسه العشّار در شهر بصره کار کرد. سپس در سال ۱۹۴۱ به همراه تعدادی فلسطینی که به عراق پناهنده بودند به انقلاب رشید علی الکیلانی در نبرد سن الذبان پیوست. در پی شکست انقلاب به فلسطین بازگشت و دوباره در مدرسهٔ خود که به «دانشکدهٔ ملی النجاح» نام گرفته بود، به عنوان معلم مشغول به کار شد.در فاصله سالهای ۱۹۴۲ تا ۱۹۴۸، او بیشتر اشعار و مقالات خود را منتشر کرد؛ به ویژه در روزنامهٔ «الاتحاد» حیفا و مجلهٔ «الغد».
پس از صدور قطعنامه بین‌المللی تقسیم فلسطین و درگیری بین عرب‌ها و یهودیان، عبدالرحیم محمود به ارتش نجات پیوست، ارتش نامنظمی که اتحادیهٔ عرب از داوطلبان عرب آن را برای حمایت از فلسطین در دسامبر ۱۹۴۷ تشکیل داده بود. در اواسط ژانویه ۱۹۴۸، او به دمشق سفر کرد و در آنجا دورهٔ آموزشی افسران را در کمپ قطنا گذراند. او به فلسطین اعزام شد و در رأس گروهانی از هنگ حطین، یکی از هنگ‌های ارتش نجات که در چندین نبرد در منطقهٔ مرج بن عامر با نیروهای اسرائیلی جنگید، شرکت کرد. در ماه مه ۱۹۴۸، هنگ به الجلیل نقل مکان کرد. عبدالرحیم محمود با درجهٔ ستوان یکم به دستیار فرماندهٔ هنگ ارتقا یافت و با هنگ حطین در چندین نبرد در اطراف شهر ناصره شرکت کرد.

## زندگی شخصی
او با دختر دایی‌اش محفوظه نصّار ازدواج کرد. از او سه فرزند داشت: الطیب (زادهٔ ۱۹۴۳)، رقیه (زادهٔ ۱۹۴۵) و طلال (زادهٔ ۱۹۴۷).

## درگذشت
عبدالرحیم محمود در ۱۳ ژوئیه ۱۹۴۸ بر اثر اصابت ترکش موشک در نبرد الشجرة، در جریان حملهٔ هنگ حطین به مستعمرهٔ یهودی‌نشین سجیره در مجاورت روستای عرب‌نشین الشجرهٔ طبریا، در ژوئیه ۱۹۴۸ زخمی شد. همراهانش او را سوار یک جیپ کردند و به بیمارستانی ناصره می‌بردند، اما خودرو به چاله‌ای عمیق افتاد و درگذشت. پیکرش به عنوان «شهید» در شهر ناصره به خاک سپرده شد.

## بزرگداشت
در ۱۴ سپتامبر ۱۹۵۶ مراسم یادبودی برای او در شهر امان برگزار شد. در سال ۱۹۹۰، سازمان آزادیبخش فلسطین «نشان قدس برای فرهنگ، هنر و ادبیات» را به او اعطا کرد. شورای شهرداری در نابلس و عنبتا تصمیم گرفتند که یکی از خیابان‌های شهر را به نام او نامگذاری کند.

## شعر او
اشعار به جا مانده از او، بیانگر روحیهٔ وطن‌دوستی اوست. به گفتهٔ سلیمان صالح، عبدالرحیم محمود الگویی برای شعر مقاومت فلسطینی و مبارزه برای آزادی ارائه کرد و او «با حمل سلاح خود برای محافظت از فلسطین و دفاع از سرزمین آن به راه افتاد. او با کلمات خود برای بازگرداندن آگاهی ملت خود استفاده کرد که می‌توانند به پیروزی و شکوه دست یابند و آزادی و حقوقش را بگیرند.» آنچه از شعر عبدالرحیم محمود مانده، اندک است؛ همانند بیشتر شاعرانی که در جنگ‌ها شرکت کردند و در میدان‌های نبرد برای انگیزه دادن می‌سرودند. کمیته‌ای از نویسندگان فلسطینی در سال ۱۹۵۸ توانستند از آثار منتشر شده او در روزنامه‌ها و مجلات که تعداد آنها ۲۷ شعر بود، دیوانی گرد آورند. در سال ۱۹۸۸، عزالدین المناصره آثار کامل او را، اشعار و مقالاتش را ویرایش، ارائه و منتشر کرد. برخی اشعارش به سرودها و آهنگ‌هایی برای مقاومت فلسطینی‌ها در برابر اسرائیل تبدیل شده است.جبرا ابراهیم جبرا دربارهٔ او می‌گوید: «عبدالرحیم محمود شاعرِ دلاورِ اول در شعر معاصر ماست، کسی که از قول با عمل پیروی کرد.» شاعر فدوی طوقان دربارهٔ او گفت: «صدای شعر عبدالرحیم محمود صدای مردم فلسطین است.» از جمله ابیات مشهور او که بیانگر روحیهٔ فداکاری است، این سه بیت اوستبا ترجمهٔ موسی اسوار به فارسی:
| سَأَحمِلُ روحي عَلى راحَتي                       |  | وَأُلقی بِها فی مَهاوي الرَّدیٰ                     |
| (جانم را بر کف نهادن خواهم و               |  | در سراشیبی مرگ آن را فروخواهم فکند)          |
| فَإِمّا حَياةٌ تَسُرُّ الصَديقَ                       |  | وَإِمّا مَماتٌ يَغيظُ العِدیٰ                         |
| (زندگی زین رو سزد: دوست را به وجد آورَد     |  | یا که مرگ آنگونه باید:دشمنان را جان بفرسایَد) |
| وَنَفسُ الشَريفِ لَها غايَتانِ                     |  | وُرودُ المَنايا وَنَيلُ المُنى                      |
| (وآنکه والاگوهر است، در پیِ این دو غایت است |  | مرگسار را در نوردیدن؛ آرزوها را بدست آوردن)  |